# Alexander City
Alexander City – miasto w Stanach Zjednoczonych, w stanie Alabama, w hrabstwie Tallapoosa. W roku 2023 miasto zamieszkiwało 14 470 osób, a gęstość zaludnienia wynosiła 143,3 osoby/km².